# Sofocle (nome)
Sofocle  è un nome proprio di persona italiano maschile.

## Varianti in altre lingue
- Greco antico: Σοφοκλης (Sophokles)[2][3]
- Greco moderno: Σοφοκλης (Sofoklīs)
- Latino: Sophocles[1][2]
- Polacco: Sofokles
- Ungherese: Szophoklész

## Origine e diffusione
Continua il nome greco Σοφοκλης (Sophokles), composto da σοφος (sophos, "saggio", "abile", "esperto", "ingegnoso") e κλεος (kleos, o kles, "gloria", "fama"); il significato può essere interpretato come "famoso per saggezza" o "saggio glorioso".
Il secondo elemento che compone il nome è assai diffuso nell'onomastica di origine greca, ritrovandosi anche in altri nomi, quali Clio, Patroclo, Cleopatra, Pericle, Damocle, Temistocle, Tecla ed Ercole, mentre dal primo, meno comune, traggono origine i nomi Sofia e Sofronio.

## Onomastico
Il nome Sofocle è adespota, non essendo portato da alcun santo; l'onomastico ricade quindi il 1º novembre, giorno di Ognissanti.

## Persone

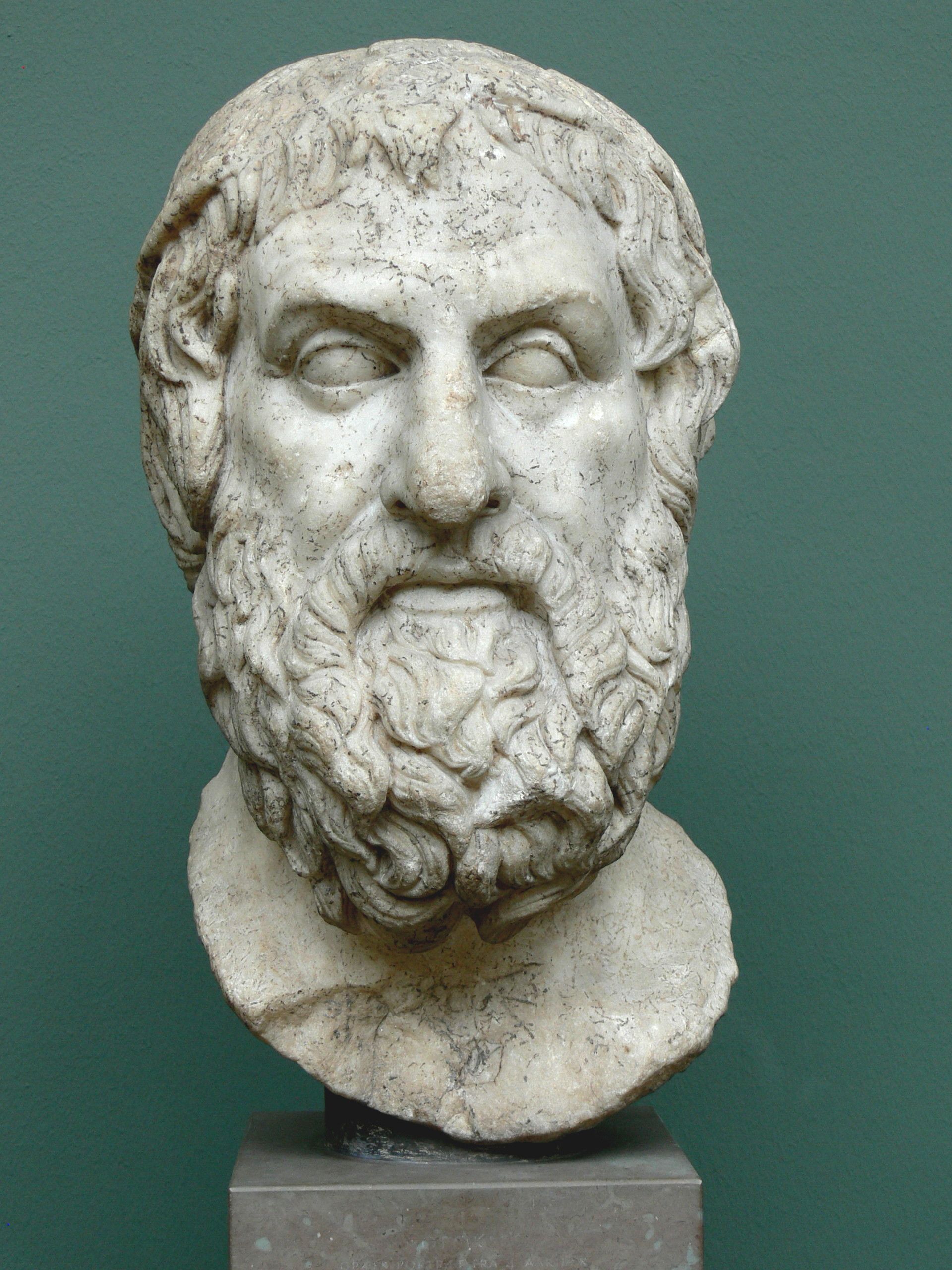
Sofocle

- Sofocle, drammaturgo ateniese

### Variante Sofoklīs
- Sofoklīs Schortsianitīs, cestista greco
- Sofoklīs Venizelos, politico greco